# Isekai Quartet
Isekai Quartet (japanisch 異世界かるてっと Isekai Karutetto) ist eine 2019 produzierte Crossover-Animeserie des Animationsstudios Puyukai, die unter der Regie von Minoru Ashina entstand.
In dieser Serie gelangen die Charaktere der vier Fantasy-Animeserien KonoSuba, Re:Zero, Overlord und Saga of Tanya the Evil auf mysteriöse Weise in eine alternative Welt (isekai).

## Handlung
Eines Tages erscheint ein mysteriöser roter Knopf und befördert die Protagonisten der Animeserien KonoSuba, Re:Zero, Overlord und Saga of Tanya the Evil in eine andere Welt.
In der Welt von KonoSuba findet die Gruppe von Kazuma diesen besagten Knopf. Während sie streiten, ob sie den Knopf drücken sollen oder nicht, betätigt Megumin diesen aus Neugier. Währenddessen berichtet der Wächter Demiurge Momonga über das willkürliche Erscheinen dieses Knopfes in Ganz Nazarick. Momonga betätigt den roten Knopf versehentlich, als er sich auf seinen Thron setzen will und in diesem Moment einer dieser Knöpfe dort erscheint. Dadurch werden die Charaktere beider Welten in eine alternative Welt teleportiert, die eine Schule beherbergt.
Auch stellen sie fest, dass sie nicht alleine in diese Welt gebracht wurden, denn Tanya von Degurechaff drückte zwei Knöpfe während eines Experiments. Kurz darauf erscheinen die Charaktere aus Re:Zero ebenfalls in dieser Welt. Kurt von Rudersdorf ernennt sich prompt zum Schuldirektor, während Roswaal aus Re:Zero in die Rolle eines Schullehrers schlüpft.

## Produktion
Die Animeserie wurde von Minoru Ashina geschrieben, welcher auch Regie führte. Minoru Takehara entwarf das Charakterdesign. Isekai Quartet wurde im Studio Puyukai realisiert. Die erste Episode der zwölf Folgen umfassenden Serie wurde am 10. April 2019 kurz nach Mitternacht (und damit am vorigen Fernsehtag) auf Tokyo MX ausgestrahlt sowie mit bis zu zwei Tagen Versatz auch auf Mainichi Hōsō, AT-X, BS11 und TV Aichi.
Funimation lizenzierte die Serie für den englischsprachigen Raum und veröffentlicht Isekai Quartet sowohl in Originalsprache als auch auf Englisch. Am 23. April gleichen Jahres wurde die Serie in die Online-Bibliothek von Crunchyroll aufgenommen. Satoshi Hino, Jun Fukushima, Yūsuke Kobayashi und Aoi Yūki, die in den vier Serien den jeweiligen Protagonisten sprechen, singen das Lied Isekai Quartet (異世界かるてっと Isekai Karutetto) im Vorspann, während der Titel Isekai Girls Talk (異世界ガールズ♡トーク Isekai Gāruzu Tōku) im Abspann von den Synchronsprecherinnen Yumi Hara, Sora Amamiya, Rie Takahashi und Aoi Yūki gesungen wird.
Nach der Ausstrahlung der zwölften Episode wurde die Produktion einer zweiten Staffel bekanntgegeben. Im Oktober 2019 wurde angekündigt, dass die erste Episode der zweiten Staffel im Januar 2020 gezeigt werde. Außerdem wurde verlautet, dass Naofumi Iwatani, Raphtalia und Filo aus der Animeserie The Rising of the Shield Hero in der Serie als Austauschschüler zu sehen sind.
Hino, Fukushima, Kobayashi und Yūki singen, wie bereits in der ersten Staffel zuvor auch, das Lied im Vorspann. Inori Minase, Sumire Uesaka, Saori Hayami und Rie Takahashi interpretieren für die zweite Staffel das Abspannlied. Die zweite Staffel umfasst zwölf Episoden. Mit Ende der zweiten Staffel wurde angekündigt, dass Isekai Quartett eine Fortsetzung erhalten werde. Im Juli 2021 wurde bekannt, dass die Fortsetzung in Form eines Kinofilms, welcher für 2022 geplant ist, stattfinden wird.

## Synchronisation
| Franchise                                | Rolle                          | japanischer Sprecher (Seiyū) |
| ---------------------------------------- | ------------------------------ | ---------------------------- |
| Overlord                                 | Momonga                        | Satoshi Hino                 |
| Overlord                                 | Albedo                         | Yumi Hara                    |
| Overlord                                 | Shalltear Bloodfallen          | Sumire Uesaka                |
| Overlord                                 | Aura Bella Fiora               | Emiri Katō                   |
| Overlord                                 | Mare Bello Fiore               | Yumi Uchiyama                |
| Overlord                                 | Demiurge                       | Masayuki Katō                |
| Overlord                                 | Cocytus                        | Kenta Miyake                 |
| KonoSuba                                 | Kazuma Satō                    | Jun Fukushima                |
| KonoSuba                                 | Aqua                           | Sora Amamiya                 |
| KonoSuba                                 | Megumin                        | Rie Takahashi                |
| KonoSuba                                 | Darkness                       | Ai Kayano                    |
| Re:Zero – Starting Life in Another World | Subaru Natsuki                 | Yūsuke Kobayashi             |
| Re:Zero – Starting Life in Another World | Emilia                         | Rie Takahashi                |
| Re:Zero – Starting Life in Another World | Pack                           | Yumi Uchiyama                |
| Re:Zero – Starting Life in Another World | Rem                            | Inori Minase                 |
| Re:Zero – Starting Life in Another World | Ram                            | Rie Murakawa                 |
| Re:Zero – Starting Life in Another World | Beatrice                       | Satomi Arai                  |
| Re:Zero – Starting Life in Another World | Roswaal L. Mathers             | Takehito Koyasu              |
| Saga of Tanya the Evil                   | Tanya von Degurechaff          | Aoi Yūki                     |
| Saga of Tanya the Evil                   | Viktoriya Ivanovna Serebryakov | Saori Hayami                 |
| Saga of Tanya the Evil                   | Matheus Johann Weiss           | Daiki Hamano                 |
| Saga of Tanya the Evil                   | Vooren Grantz                  | Yūsuke Kobayashi             |
| Saga of Tanya the Evil                   | Wilibald Koenig                | Jun Kasama                   |
| Saga of Tanya the Evil                   | Rhiner Neumann                 | Daichi Hayasi                |
| Saga of Tanya the Evil                   | Erich van Rerugen              | Shinichiro Miki              |
| Saga of Tanya the Evil                   | Kurt von Rudersdorf            | Tesshō Genda                 |
| Saga of Tanya the Evil                   | Hans von Zettour               | Hōchū Ōtsuka                 |
| The Rising of the Shield Hero            | Naofumi Iwatani                | Kaito Ishikawa               |
| The Rising of the Shield Hero            | Raphtalia                      | Asami Seto                   |
| The Rising of the Shield Hero            | Filo                           | Rina Hidaka                  |

## Episodenliste

### 1. Staffel
| Nr. (ges.) | Nr. (St.) | Titel                                           | Erstausstrahlung Japan |
| ---------- | --------- | ----------------------------------------------- | ---------------------- |
| 1          | 1         | Shūketsu! Karutetto (集結！かるてっと)          | 09. Apr. 2019          |
| 2          | 2         | Kinpaku! Jiko Shōkai (緊迫！じこしょうかい)     | 16. Apr. 2019          |
| 3          | 3         | Kōchaku! Kurasumeito (膠着！くらすめいと)       | 23. Apr. 2019          |
| 4          | 4         | Kaikō! Kurasumeito (邂逅！くらすめいと)         | 30. Apr. 2019          |
| 5          | 5         | Sakuretsu! Konshinkai (炸裂！こんしんかい)      | 07. Mai 2019           |
| 6          | 6         | Kettei! Iīnkai (決定！いいんかい)               | 14. Mai 2019           |
| 7          | 7         | Suikō! Iīnkai (遂行！いいんかい)                | 21. Mai 2019           |
| 8          | 8         | Junbi! Rinkai gakkō (準備！りんかいがっこう)    | 28. Mai 2019           |
| 9          | 9         | Mankitsu! Rinkai gakkō (満喫！りんかいがっこう) | 04. Jun. 2019          |
| 10         | 10        | Sansen! Rai barutachi (参戦！らいばるたち)      | 11. Juni 2019          |
| 11         | 11        | Kyōryoku! Taīkusai (協力！たいいくさい)         | 18. Juni 2019          |
| 12         | 12        | Danketsu! Karutetto (団結！かるてっと)          | 25. Juni 2019          |

### 2. Staffel
| Nr. (ges.) | Nr. (St.) | Titel                                                 | Erstausstrahlung Japan |
| ---------- | --------- | ----------------------------------------------------- | ---------------------- |
| 13         | 1         | Sansen! Ten Kōsei (参戦！てんこうせい)                | 14. Jan. 2020          |
| 14         | 2         | Sennyū! Kō chōshitsu (潜入！こうちょうしつ)           | 21. Jan. 2020          |
| 15         | 3         | Hansei! Shi-dōshitsu (反省！しどうしつ)               | 28. Jan. 2020          |
| 16         | 4         | Kyūchi! Gakuryoku tesuto (窮地！ がくりょくてすと)    | 04. Feb. 2020          |
| 17         | 5         | Kinben! Barentaindē (勤勉！ばれんたいんでー)          | 11. Feb. 2020          |
| 18         | 6         | Gekitotsu! Dojjiboru (激突！どっじぼーる)             | 18. Feb. 2020          |
| 19         | 7         | Kōfun! Shintaisoku tei (興奮！しんたいそくてい)       | 25. Feb. 2020          |
| 20         | 8         | Chōsen! Arubaito (挑戦！あるばいと)                   | 03. März 2020          |
| 21         | 9         | Chōsa! Hajimete no Otsukai (調査！はじめてのおつかい) | 10. März 2020          |
| 22         | 10        | Kekki! Gakuensai! (決起！がくえんさい!)               | 17. März 2020          |
| 23         | 11        | Kaimaku! Gakuensai (開幕！がくえんさい)               | 24. März 2020          |
| 24         | 12        | Kaien! Shotaimu (開演！しょーたいむ)                  | 31. März 2020          |